# Adoxophyes rhopalodesma
Adoxophyes rhopalodesma es una especie de polilla del género Adoxophyes, tribu Archipini, subfamilia Tortricinae.

## Distribución
Se distribuye por Indonesia.

## Taxonomía
Fue descrita por Diakonoff en 1961 y publicada en Annales de la Société entomologique de France 130: 56.